# مراسم عروسی در ایران
مراسم ازدواج یا عروسی در ایران پیشینه بسیاری در تاریخ کهن این سرزمین دارد. این مراسم همراه با تعداد زیادی از سنت‌ها و آیین‌های تاریخی و فرهنگی ایرانی آمیخته شده که در طول تاریخ کهن ایران به وجود آمده‌اند. رسوم عروسی در ایران در کشورهای ایرانی‌تبار نیز وجود دارد و در آن کشورها که در گذشته بخشی از خاک ایران بوده‌اند نیز اجرا می‌شود.

## اجزای سنتی آئین‌ها و مراسم عقد و عروسی ایرانی
- خواستگاری
- نامزدی (بله‌بران)
- مراسم شیرینی‌خوران و حنابندان
- تهیهٔ جهیزیه و انجام خرید عروسی
- جهازبران
- پهن‌کردن سفره عقد
- جشن عقد و عروسی
- ساییدن کله‌قند
- خواندن خطبه عقد (عقدکنان)
- کارناوال عروس بَران (رفتن عروس و داماد به خانهٔ بخت)
- مراسم پاتختی و مادر زن سلام
- شب زفاف
- پاگشا

خاموش کردن شمع در شب عروسی با کفش عروس یا گلبرگ هم یکی از رسومی است که گاه اجرا می‌شود. همچنین در زمان خداحافظی عروس از خانهٔ خانواده خود معمولاً برادر عروس به منظور دریافت هدیه از داماد یک لنگه از کفش او را گرفته و پس از دریافت هدیه آن را به آقا داماد پس می‌دهد.

## اجزای جدید و وارداتی مراسم عقد و عروسی
- تهیهٔ کیک عروسی
- فیلمبرداری
- تزئین ماشین عروس
- گرفتن و هدیه‌دادن شادباش (شاباش) به عروس و داماد
- پرت‌کردن دسته گل عروس برای مهمانان
- انجام رقص چاقو
- رفتن به ماه عسل

## آداب عروسی در قوم‌های مختلف

### بختیاری
یک روز پیش از عروسی، مقداری بار و بنشن به نام «باروزی» از طرف داماد به خانهٔ عروس ارسال می‌شود. صبح روز عروسی خانواده‌های وابسته به داماد همراه با توشمال که ساز فولکور بختیاری است شادی‌کنان به طرف خانهٔ عروس راه می‌افتند. زنان و دختران قبل از وارد شدن به خانهٔ عروس در بین راه آوازهایی به نام (دوالالی) می‌خوانند. نزدیک خانهٔ عروس که رسیدند، خانوادهٔ عروس به پیشواز می‌آیند و مهمانان را به داخل خانه دعوت می‌کنند.
در مراسم، همهٔ ایل شرکت می‌کنند و خود را در شادی و سرور سهیم می‌دانند. در این هنگام توشمال‌ها شروع به نواختن آهنگ‌های محلی می‌کنند و مجلس شور و حال دیگر به خود می‌گیرد. جوانان ترکه بازی می‌کنند و به سوارکاری می‌پردازند و تا وقت نهار، انواع رقص‌ها و بازی‌هایی را که بین بختیاری‌ها متداول است، انجام می‌دهند. یکی دیگر از رقص‌های محلی ایل بختیاری چوب بازی است. قبل از حرکت عروس مقداری قند در دستمالی می‌پیچند و آن را به کمر دختر می‌بندند و عروس را روی زین اسب می‌نشانند و جلوی او بر روی اسبی، پسر بچه ۸ یا ۹ ساله‌ای را می‌نشانند. در بین راه به طرف خانهٔ داماد، بازی مخصوص عروسی به نام سرانداز شروع می‌شود. به این صورت، یکی از سواران همراه عروس و در بعضی طایفه‌ها خود داماد، دستمالی که روی سر عروس است را می‌رباید و دیگر سواران به دنبال او اسب می‌تازند تا دستمال را از رباینده بازپس بگیرند. باید دانست که نگاه داشتن دستمال تا آخر بازی برای رباینده افتخار محسوب می‌شود. همین که عروس نزدیک خانهٔ داماد رسید، از رفتن خودداری می‌کند و خلعت می‌خواهد. به ناچار خانوادهٔ داماد گوسفندی، بره‌ای یا میشی پیشکش می‌کنند تا عروس راضی شده و از مرکب پیاده شود. در آستانهٔ در خانه یا چادر، گوسفندی را زیر پای عروس قربانی می‌کنند. رسم چنین است که خون این حیوان تخت کفش عروس را رنگین کند تا قدمش با شگون و پر خیر و برکت باشد.
یکی از کارهای عروسی در بختیاری فراهم آوردن سوخت برای تهیهٔ غذای عروسی است. چند روز مانده به عروسی عده‌ای از جوانان با چارپایانی برای تهیهٔ هیزم به کوه و صحرا می‌روند. معمولاً همهٔ جوانان داوطلب چنین کاری هستند، زیرا می‌دانند که برای عروسی خودشان متقابلاً جوانان دیگر این زحمت را متحمل می‌شوند. معمولاً به جز آوردن هیزم، دوغ، کره، ماست و کشک هم از گله‌داران دریافت و برای داماد می‌آورند.

### سیستانی
سیستانی‌ها بر روی طوایف خود ابرام و احترام ویژه‌ای دارند؛ غالبا ازدواج‌های درون طایفه‌ای را پسندیده و از این رو به ازدواج با بستگان خود بیشتر بهاء می‌دهند؛ به عقیده کارشناسان مرکز مردم‌شناسی نیمروزاینگونه‌است که ناف برید کردن پسر عمو و دختر در سیستان امری شایع قلمداد می‌شده‌است .
به مراسم خواستگاری در سیستان قاصدی گفته می‌شود . 
همچنین به شب پیش از زفاف عروس و داماد یا همان حنابندان، شب سرشوئی گفته می‌شود . مراسم حنابندان در سیستان با بحث و بیت مشهوری با نام در وا کنه، در وا کنه (در باز کنید، در باز کنید) انجام می‌شود . بخش‌های ویژه دیگری در مراسم عروسی به سبک سیستان وجود دارد با نام‌های رو اوء (به سوی نهر رفتن برای استحمام داماد)؛ سر تراشک (مراسم اصلاح موی داماد)؛ گرابرد (مراسم همراهی عروسی) .

### کرد
کردها اکثراً با خویشاوندان خود ازدواج می‌کنند. عقد پسرعمو و دخترعمو در میان کردها بسیار رایج است. از شرایط معمول زناشویی گرفتن شیربها از خانواده داماد است که در گذشته شامل احشام، باغ، ملک یا پول نقد بوده‌است. امروزه چنین رسمی تقریباً از میان رفته‌است. یکی از ویژگی‌های عروسی در بین کردهای عشایر، شب‌نشینی سنتی است که پیش از برگزاری جشن اصلی عروسی ترتیب داده می‌شود. این شب‌نشینی‌ها تا سال‌های اخیر بسته به بضاعت مالی خانواده‌های عروس و داماد بین ۳ تا ۷ شب ادامه داشت، اما امروز به دلایلی به ۱ الی ۲ شب و گاهی به سه شب یا بیشتر محدود شده‌است. مراسم عروسی در کردستان حداقل در ۳ روز جشن گرفته می‌شود در این مدت کردها مرتب در حال رقص و پایکوبی هستند. رسم دیگر که در میان مردم کرد است شلیک کردن گلوله به رسم شادی است که امروزه تقریباً از میان رفته‌است. مراسم شوگر (شبگرد) یک شب قبل از عروسی انجام می‌شود. در این شب به صورت مفصل از مهمانان پذیرایی می‌شود.

### بلوچ
مردم بلوچ در مراسم عروسی آداب و سنن خاص خود را دارند. آن‌ها داماد را سوار بر مرکب شتر کرده و پسر بچه‌ای را جلو داماد سوار بر شتر می‌نشانند، سپس با سردادن ترانه‌های شادی به اسم هالی داماد را به طرف آب می‌برند. پس از غسل دادن و حمام داماد، پوشاندن لباس بر تن داماد که هدیه‌ای از خانوادهٔ عروس می‌باشد، و جاری کردن صیغهٔ عقد بین عروس و داماد، آن‌ها وارد حجله شده و سه شبانه روز در حجله می‌مانند.

### لر
در میان لرها عقد با خویشاوندان بسیار رایج است، معمولاً پس از به دنیا آمدن فرزند، والدین آنها پسر و دختر را برای هم برمی‌گزینند که به این رسم «نافه بر» می گوبند هر چند تقریباً اکنون این رسم از بین رفته‌است. اگر پسر و دختر قبلاً نافه بر نشده باشند لرها برای پسرشان به خواستگاری می‌روند. پیش از رفتن برای خواستگاری، به «سرنجه‌گیرو» دست می‌زنند، یعنی عروس آینده را زیر نظر می‌گیرند. برای این کار چند نفر از خانوادهٔ داماد به منزل عروس رفته و او را می‌بینند و اگر غریبه باشند، با خانوادهٔ او آشنا می‌شوند. پس از این کار نوبت به گفتگوی دو پدر می‌شود و پس از اینکه خانوادهٔ عروس رضایت خود را برای مراحل اولیه اعلام کردند، خانواده داماد به کارکیخایی می‌روند. اگر دختر و پسر از قبل برای هم نافه‌بر نشده باشند، باز هم احتمال خیلی زیاد دارد که با هم قوم‌وخویش باشند و بنابراین، معمولاً جواب خواستگاری در همان شب داده می‌شود.
یکی دیگر از آداب و رسوم عروسی در لرستان مراسم خرج بُرون است. در این رسم، همهٔ اقوام نزدیک عروس و داماد در خانهٔ عروس جمع می‌شوند و مخارج عروسی و جهیزیه را تعیین می‌کنند. این سنت قدیمی بسیار عالی، باعث می‌شود که هیچ فشار اقتصادی‌ای به خانواده عروس و داماد وارد نشود و همه فامیل در امر ازدواج دو جوان مشارکت داشته باشند و به اصطلاح گوشه کار را بگیرند.
از قدیم رسم بوده که مبلغی را به عنوان شیربها به مادر عروس که زحمت بزرگ کردن دخترش را بر عهده داشته، بدهند. در شب خرج برون، مقدار شیربها، مهریه، مخارج عروسی و جهیزیه، همه روی کاغذی که سیاهه نام دارد لیست می‌شود. مکتوب کردن تمامی مخارج عروسی، سنت جالبی است که باعث می‌شود هر دو طرف و همهٔ خانواده‌ها تعهد رسمی‌تری نسبت به مسائل مالی عروسی داشته باشند. چند روز قبل از مراسم عقد، خانوادهٔ داماد به همراه بزرگ‌ترهای فامیل، برای دست بوس به منزل عروس می‌روند. آنها برای آخرین بار از پدر عروس اجازه می‌گیرند که دختر او را به همسری داماد قبول کنند. بعد از این که پدر عروس اجازه داد، داماد یا برادرش برخاسته و دست پدر عروس را می‌بوسند. این مراسم آخرین عهد و قرار پیش از عقدکنون است و همه با شادی برای روز عقد آماده می‌شوند.
ممکن است مراسم عقدکنون قبل از عروسی و در یک روز جداگانه انجام شود تا عروس و داماد به هم محرم شوند و خود را برای زندگی مشترک و رفتن زیر یک سقف آماده کنند. معمولاً عقدکنون چند روز بعد از خرج برون و در خانهٔ عروس انجام می‌شود. روز قبل از عقد خانوادهٔ داماد هدایایی از مواد غذایی گرفته تا گوسفندی حنا زده را به خانهٔ عروس می‌برند. آنها این کار را با ساز و دهل و اسفند دود کردن انجام می‌دهند. به این هدایا آووعظیفه گفته می‌شود. سپس در خانه عروس و بعد از ناهار، مراسم عقد برپا می‌شود و دختر پس از سه بار پرسش و گرفتن زیرلفظی از آقای داماد جواب بله را به عاقد داده و به صورت رسمی به همسری داماد در می‌آید.
یکی دیگر از مراسم عروسی در لرستان شب حنابنو یا حنابندان است. این مراسم شب پیش از عروسی در خانهٔ عروس جشن گرفته می‌شود که در آن خانواده داماد هدایایی را برای خانوادهٔ عروس می‌برند. این هدایا که می‌توانند کفش، لباس، روسری، لوازم آرایش و چیزهای دیگر باشد، کادوپیچ شده و روی سینی یا مجمعه گذاشته شده و توسط طبق‌کش‌ها با رقص و ساز و آواز به خانه عروس برده می‌شود. در این مراسم در دستان عروس و داماد حنا گذاشته می‌شود و به عروس طلا هدیه می‌دهند.
جشن عروسی در لرستان چه در روز انجام شود و چه در شب، دارای آداب و رسومی مخصوصی است که از روز آغاز می‌شود که همان آماده شدن عروس و داماد است. داماد در این روز به همراهی برادرانش و پسران جوان مجرد، آماده می‌شود. این آماده شدن به همراه رقص و پایکوبی است. آماده شدن عروس هم توسط خواهرانش و خواهران داماد انجام می‌گیرد. از آنجا که همگی برای شادی و سرور لباس می‌پوشند و آماده می‌شوند، به هنگام این کارها بزن و بکوب و آواز و سرودخوانی همراه است.
مراسم عروسی ممکن است به صورت جداگانه یا مختلط برگزار شود. در مراسم جدا زنان با خواندن آواز محلی به نام هوله فضا را شاد می‌کنند. مجلس عروسی سراسر رقص و پایکوبی است و جوانان با نوای ساز و دهل می‌رقصند. رقص‌های محلی در مراسم عروسی در لرستان دوپاه سه‌پا، سنگین سماع و … است که با دستمال انجام می‌شود. هم‌چنین زنان و مردان دست در دست یا جدا جدا با موسیقی محلی، رقص‌های گروهی انجام می‌دهند. چوب‌بازی نیز ممکن است انجام شود. یکی دیگر از کارهایی که در این مراسم انجام می‌شود شلیک تیر هوایی است که از جانب خانواده داماد انجام می‌شود. معمولاً غذای عروسی بز برنج نام دارد که به صورت سینی در میان افراد بخش می‌شود. بردن عروس به خانهٔ داماد عروس‌بَرو نام دارد که در آن خانوادهٔ عروس از دخترشان خداحافظی می‌کنند. برادر عروس در این مراسم درون یک پارچهٔ قرمز نبات قرار داده و دور کمر عروس می‌بندد. شاباش و پول زیادی را به لباس عروس وصل می‌کنند و به این ترتیب عروس سر خانه و زندگی خودش می‌رود. یکی دیگر از آداب عروسی در لرستان پاگشا است. این مراسم که یک هفته بعد از عروسی برگزار می‌شود، به دعوت خانواده عروس انجام شده و در آن خانواده عروس، خانواده داماد را به همراه عروس و داماد دعوت کرده و مهمانی می‌گیرند.

## انتقادات
بسیاری از مبلغان دینی معتقدند باید از آرایه‌های مراسم ازدواج کاسته شود تا مخارج آن چندان زیاد نشود که خود مشکلی بر سر راه ازدواج جوانان فراهم آورد.